# رونالد كيتجيجيري
رونالد كيتجيجيري (بالإنجليزية: Ronald Ketjijere)‏ (12 ديسمبر 1987 في ناميبيا - ) هو لاعب كرة قدم ناميبي في مركز الوسط. شارك مع منتخب ناميبيا لكرة القدم. أما مع النوادي، فقد لعب مع نادي جامعة بريتوريا ونادي أفريكان ستارز الناميبي.

## وصلات خارجية
- رونالد كيتجيجيري على موقع الاتحاد الدولي (مؤرشف)  (الإنجليزية)
- رونالد كيتجيجيري على موقع قاعدة بيانات كرة القدم.إي يو (الإنجليزية)
- رونالد كيتجيجيري على موقع ناشيونال فوتبول تيمز (الإنجليزية)
- رونالد كيتجيجيري على موقع Soccerway.com (الإنجليزية)
- رونالد كيتجيجيري على موقع عالم كرة القدم.نت (الإنجليزية)